# Euphonia laniirostris
La  eufonia piquigruesa, calandria piquigruesa, curruñatá piquigordo o fruterito de pico grueso (Euphonia laniirostris) es una especie de ave paseriforme de la familia Fringillidae que se encuentra en Bolivia, Brasil, Colombia, Costa Rica, Ecuador, Panamá, Perú y Venezuela. Anteriormente se clasificaba en la familia Thraupidae.

## Hábitat
Vive en el bosque de galería, en el borde del bosque húmedo de áreas estacionalmente inundables y en áreas abiertas arboladas, por debajo de los 1.200 m de altitud. También se puede ver en ambientes urbanos y semiurbanos.

## Descripción

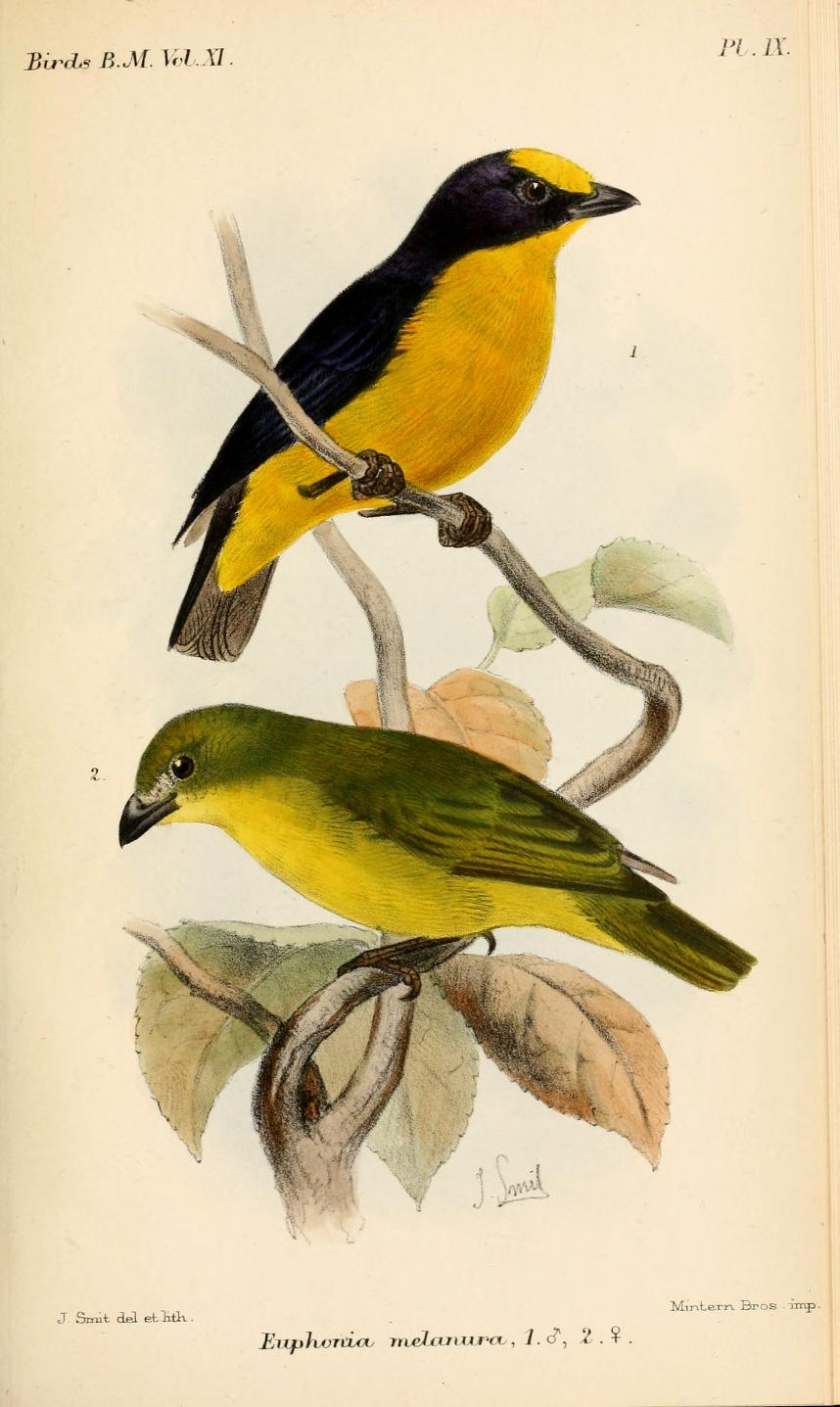
Euphonia laniirostris melanura, macho (arriba) y hembra (abajo); Joseph Smit, 1886.

Mide 12,5 cm de longitud. Presenta un fuerte dimorfismo sexual. El macho tiene todo el píleo y las partes inferiores de color amarillo intenso y las partes superiores y la cara negras. La hembra presenta plumaje verde oliva en las partes superiores y amarillento pálido en las inferiores.

## Alimentación
Se alimenta de frutos y también de insectos.

## Reproducción
Construye un nido esférico. La hembra pone 2 a 5 huevos brancos con pintas color castaño. La incubación dura 15 días.